# Dècades dels 1970 i 1980 a Andorra
Arribats als anys 1970 el món ha canviat completament. Falten poques colònies per independitzar-se, el mur de Berlín té els dies comptats, el franquisme i el salazarisme també. A Catalunya, l'ambient autonomista contagia els andorrans que decideixen prendre unànimement el camí cap a la sobirania pura. Prou de «vassallatges», aquest seria la crida del carrer que més va circular. El paternalisme hispànic i francès xoca tot de cop amb una societat que reclama tenir un govern, una separació real dels poders, drets civils i ràdios andorranes. Tot debuta l'any 1975 amb l'anomenat decret de la discòrdia. A partir de llavors, s'inicia un procés de recuperació nacional, d'una banda. L'objectiu era fer prendre consciència nacional i per això van començar-se a divulgar la cultura i llengua catalana, a més de la història d'Andorra. En aquest apartat, es va procedir a andorranitzar l'ensenyament, la ràdio i l'electricitat. Així FHASA passa a ser FEDA; Ràdio Andorra i Sud Ràdio tanquen. Ràdio Andorra és transformada en RTVA (Ràdio i Televisió d'Andorra). D'altra banda, es creen els primers organismes per construir estructures d'estat, com ara l'Institut d'Estudis Andorrans. Per acabar, s'inicien les negociacions per traspassar la sobirania dels coprínceps cap al poble. Tot plegat es tradueix en la Constitució del 1993, que autodetermina el país, és a dir, permet que Andorra sigui reconeguda com a estat a banda per la resta del món. Els coprínceps passen a ser una simple figura simbòlica sense poder intervenir en la política andorrana.
El país resulta de cara a l'exterior així com de l'interior una aberració al segle xx. No és una democràcia perquè no hi ha separació de poders. Segueix en vigor un règim feudal. No s'ha abolit la pena de mort i tampoc s'ha treballat en pro d'un estat del benestar. França segueix exercint de colonitzador i no ajuda gaire a millorar la situació dels drets humans. Les negociacions a la Unió Europea per a la incorporació d'Espanya i Portugal creen un daltabaix. L'adhesió d'aquests dos estats canvia els tractes de comerç i per això és de l'interès d'Espanya com de França de resoldre la situació andorrana. El Consell d'Europa pressiona França perquè resolgui la problemàtica dels drets humans. Espanya pressiona perquè Andorra sigui annexionada a Espanya, de tal forma que el monarca hispànic proposa un canvi de títols entre el bisbe i la corona. El bisbe mira de defensar-se apropant-se a la diplomàcia catalana i, França, preocupada perquè Catalunya s'autodetermini, es veu gairebé obligada a donar el dret als andorrans de posseir un estat propi. La situació és preocupant i s'internacionalitza. Andorra no voldria pas que la negociació de l'adhesió amb Espanya i la Unió Europea es faci sense comptar amb els andorrans. En efecte, el paternalisme hispànic, francès i itàlic permeteren dècades ençà que els micro-estats europeus deixessin que les seves relacions exteriors fossin portades pels veïns.
França nega llavors la capacitat jurídica d'Andorra a representar-se a fora, fent una nova mostra de paternalisme en "avisar" que les relacions exteriors tenen una "responsabilitat", com si el govern andorrà fos irresponsable. De fet, nega que sigui un subjecte jurídic perquè a banda i banda, ningú vol reconèixer el dret a autodeterminació de la nació andorrana. Després d'unes consultes populars, els primers referèndums a Andorra, la nació andorrana entra en un desencís important. La reforma de les institucions andorranes no avança perquè França atura tot canvi progressista. El govern andorrà, creat a la dècada dels 1980, el primer del país, no és realment autònom. La justícia, el govern i el legislatiu segueixen en mans de França i la jerarquia catòlica, la qual intervé de forma més o menys influenciada per Castella.
L'anomenada "reformeta", així mateix la designaven els andorrans en signe despectiu, fou finalment qüestionada pel Consell d'Europa que volia i, de fet, es preocupava que no hi hagués separació de poders. França es veu en l'obligació de cedir i acordar el dret a autodeterminació a Andorra. Els estira-i-arronses entre l'administració andorrana, els sindicats, França, Espanya i el Vaticà, porten a una renovació dels Pariatges amb una Constitució que fa entrar Andorra en una era. Esdevé una monarquia parlamentària de democràcia pluralista. El sistema econòmic és capitalista i s'hi aprova la integralitat de la Declaració dels Drets Humans. La pena de mort queda abolida. Andorra entra finalment a l'ONU el 1993 amb un discurs en català, el primer a la història, després que Espanya sempre s'hagi negat a fer-ho.

## Historiografia
El període amb què Andorra passa d'un sistema feudal d'usos i costums a una democràcia ha estat molt comentat però poc estudiat per la importància que presenta aquest passatge. Comentat perquè d'ençà que Andorra camina cap a una Constitució que moltes juristes i altres lletrats s'interessen en la història medieval andorrana i el Manual Digest. Cadascun hi aporta el seu punt de vista. Hi ha doncs molt material amb comentaris sobre l'estatut jurídic d'Andorra d'aleshores però, en canvi, l'abundància d'estudis i treballs sobre cadascuna de les etapes és menys quantitativa.
El segle XX andorrà se'ns apareix de forma molt fragmentada i, en general, hom pot dir que ens falten visions globals, relats que expliquin aquest segle intens. Intens perquè és el de la gran transformació d'Andorra. Hi veurem un canvi econòmic, social, polític i legal força vertiginós
Així i tot, la legislació d'època ha estat compilada pel mateix parlament andorrà:
- El Procés Constituent de la Constitució del Principat d'Andorra. Comissió Especial encarregada del Procés Constituent vol. I (1990-1992). Consell General
- El Procés Constituent de la Constitució del Principat d'Andorra. Comissió Especial encarregada del Procés Constituent vol. II (1990-1992). Consell General
- Recull de la legislació i dels acords del Consell General, vol. 1993, 1994-1996, 1997-2000, 2001-2005. Consell General
- Memòria de Reforma Institucional. Consell General, març de 1978

Alhora Nemesi Marquès compilà tots els esdeveniments més importants en un volum força útil per a l'estudi de l'època concernida:
- Nemesi Marquès (1989) La Reforma de les Institucions d'Andorra (1975-1981). Vigili&Pagès
- Àlvar Valls (1993) La nova constitució d'Andorra. Premsa Andorrana, SA

I, encara en aquest àmbit, paguen les cerques més recents:
- Rubí Ariel Rocha Simões (2018) Els anys (no tant) daurats. Círculo Rojo
- Josep Enric Dallerès (2023) El camí cap a la Constitució d'Andorra. Anem
- Roser Porta (2025) Olor de sofre. Editorial Andorra.

Abordar aquest període, també implica fer-ho des del vessant de la nacionalitat i la immigració:
- Ramon Viñas i Farré (1989) Nacionalitat i drets polítics al Principat d'Andorra. Edicions Andorra
- Ramon Viñas i Farré (1980) La Nacionalitat Andorrana. Institut d'Estudis Andorrans

## Factors per la Transició Nacional

### La transició vista des d'Europa
El món dels 70 vivia en plena mutació. A partir dels anys 50 les colònies van començar a prendre consciència que eren nacions i que, per tant, no només tenien dret a l'autodeterminació, sinó que a més tenien dret a ser tractats d'igual a igual amb els colons. El nou president francès posterior a la Segona Guerra Mundial ja anunciava el procés de descolinització amb el cèlebre "vive le Québec libre !" a la seva visita al Canadà l'any 1967. El mur de Berlín tenia els dies comptats. Guanyava el capitalisme i la democràcia donant la sensació que aquesta darrera s'imposaria finalment sobre les dictadures que encara existien.

### La transició vista des de Catalunya
A Catalunya, en concret, també es vivien temps convulsos. L'any 1975 el dictador Francisco Franco mor. Les nacions catalana, basca i gallega van prendre llavors principal protagonisme en l'Espanya post-franquista. Es demana un estatut d'autonomia per tal de dotar novament les tres nacions d'autogovern i així reconstruir-se després de la dictadura. Aquest, però, va derivar en manifestacions massives principalment a Andalusia, les quals demanaven igualment un estatut de forma que regions queden barrejades amb nacions. Es procedeix a l'anomenat "cafè per a tothom", és a dir, es crea l'estat de les autonomies, un eufemisme per no parlar d'"estats federals". Estat en què Catalunya, el País Basc i Galícia serien considerades com a autonomies al mateix nivell que les regions malgrat que la mateixa Constitució espanyola reconeix que aquests tres territoris són nacions. Portugal, d'altra banda, també sortia d'una dura dictadura gràcies a la Revolució dels Clavells mentre a Grècia acaba el règim dels coronels i provoca un moment de desestabilització amb Xipre. Els tres feus dictatorials de l'Europa d'Occident queien.

### La transició vista des d'Andorra

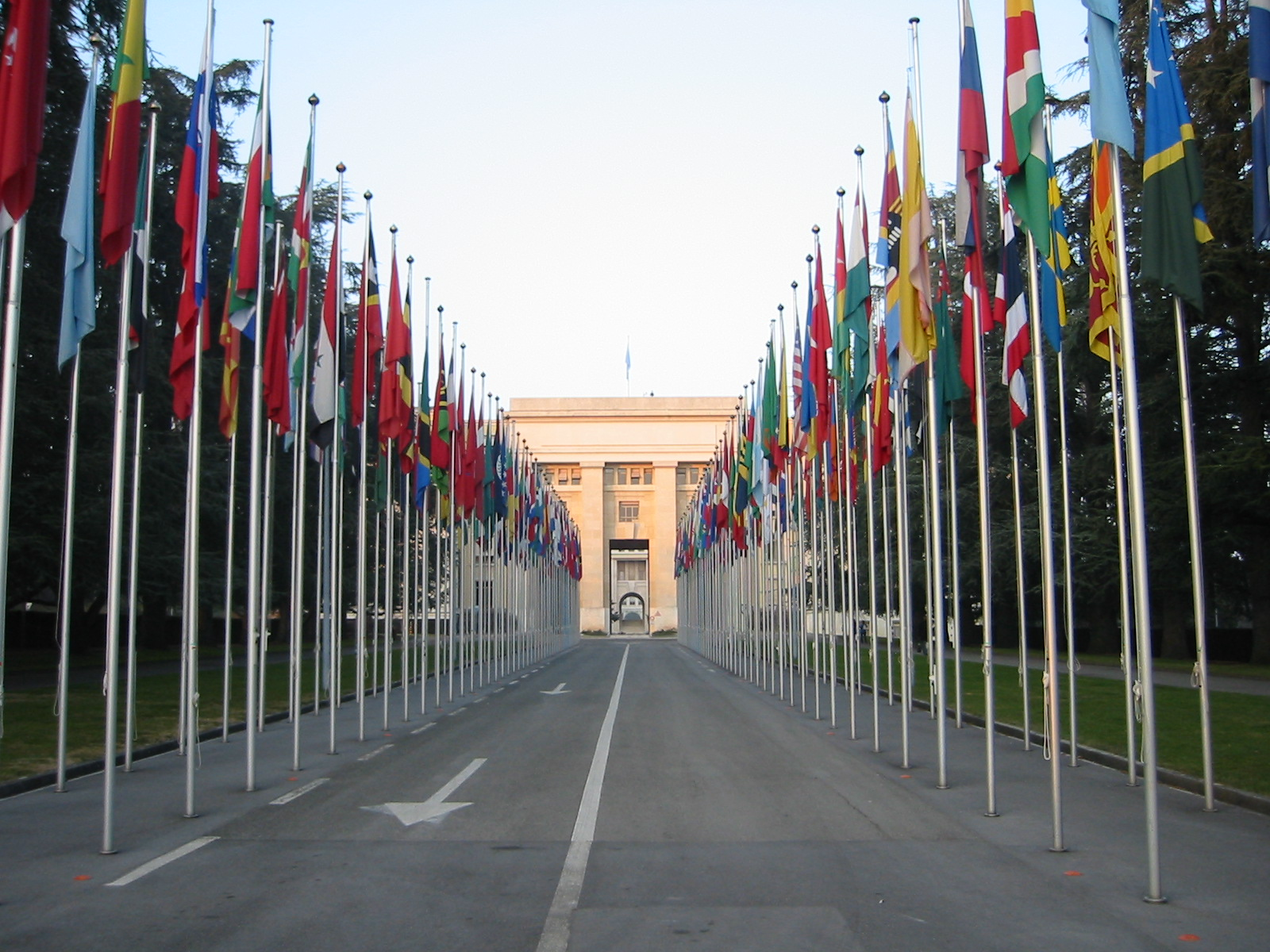
Banderes dels estats membres de l'ONU.

Amb tot, es pot dir que el món vivia una etapa de transició. Andorra, per la seva banda, també va sentir la necessitat de transitar, de canviar, de mutar. Andorra havia emprès un camí diferent al català d'ençà el segle xviii mitjançant una interpretació diferent, volguda i intencionada dels pariatges. Era una manera de protegir-se de les aspiracions expansionistes de França i Espanya. Probablement per això, preveient el canvi d'escenari, els andorrans intenten constituir-se com una nació, encara que comporti negar-se als Països Catalans. El país es comporta a partir del segle xix ja com a tal. Però aquesta independència era de facto (o sigui, en el fet o en la pràctica) perquè la sobirania se la repartien el bisbe de la Seu d'Urgell i el president de la República Francesa. Tant és així que França tractava Andorra com si fos un protectorat. L'any 1957, per exemple, el veguer francès adverteix sota amenaça que la presència d'Andorra en l'Exposició Internacional de Brussel·les ha de ser oficiosa. El Consell General, que assumia el rol legislatiu i executiu alhora, cada cop que intentava regular algun aspecte de la vida dels seus ciutadans que legítimament l'havien escollit en eleccions a sufragi universal directe, es trobaven amb l'impediment dels coprínceps que tot seguit desregulaven. La reivindicació autonomista a Catalunya es va traslladar a Andorra. Les dues reivindicacions autonomistes (catalana i andorrana) es van alimentar. Si en el cas català va acabar en "l'estat de les autonomies" a Andorra va finalitzar amb l'autodeterminació. Amb el triomf de la democràcia a Europa, el sistema de coprincipat apareixia com una aberració. En plena era dels estats-nacions era difícil d'entendre que existís encara un territori que es regia sota un pariatge. El sistema generava sempre conflictes. El Consell General aprovava una llei, els coprínceps la desaprovaven. Els coprínceps decretaven, el Consell General desobeïa. Així que els andorrans van decidir que allò era el punt final. A partir de llavors comença un llarg procés de Recuperació Nacional i de Reforma que acaba amb la independència del país l'any 1993 amb l'aprovació de la Constitució.

### Drets humans i drets laborals
Andorra no encaixa a l'Europa del final de segle XX per diversos motius:
- no hi ha separació de poders
- no hi ha legislació de regulació del mercat de treball
- no s'ha abolit la pena de mort
- viu en un sistema d'usos i costums medieval
- existeix un greu problema de cessió del dret a nacionalitat i gestió dels no nacionals[14]

Andorra era un estat amb un estatut jurídic desconegut arreu d'Europa. El fet que França i Espanya haguessin negat el dret dels andorrans a tenir estat propi fa que Andorra mai hagués tingut representació internacional i, per tant, era desconegut arreu del planeta. Era un territori amb una legislació feudal que topava clarament amb les democràcies liberals del segle xx. Alhora tenia un estatut ambigu que donava més problemàtiques que solucions.
Arrel de les queixes dels sindicats andorrans, il·lgals aleshores, al Consell d'Europa, així com de les queixes d'Espanya que volia mitjançant les crítiques poder-se apoderar d'Andorra vessant una mala imatge de cara a l'exterior, s'obliga l'Estat francès a reconèixer Andorra com a Estat independent.
L'òrgan paneuropeu volia que es resolgués d'una manera definitiva tota la problemàtica relacionada amb els Drets Humans força debatuda, o si més no publicitada, a la premsa francesa com espanyola. De fet, el règim feudal anterior impossibilitava una verdadera legislació moderna en quant al dret a nacionalitat i això impossibilitava un avenç progressista a Andorra. Els serveis del copríncep francès havien estat regulant la nacionalitat tot al llarg del segle XX però, en tant que França no volia pas reconèixer Andorra com a estat a banda, impossibilitava canvis progressistes, volguts i demanats pel Consell General. El mateix parlament andorrà discutia sobre la legitimitat del codi de la nacionalitat feia anys però França li negava. El fet que a Andorra no hi hagués cap constitució i marc legal escrit, alhora que vivia en un règim feudal, sense separació de poders, no permetia superar aquesta situació. I, aquest fet, no permetia avançar en drets humans.
El Consell d'Europa decideix doncs intervenir i arrel de discussions rere càmera, es resol dotar Andorra de Constitució. Una Constitució que permeté el país d'autodeterminar-se atès que, abans d'això, l'Estat francès es negava a donar una Constitució a Andorra perquè no la reconeixia com a subjecte polític. Alhora veia incompatibilitats de càrrecs i, en aquest sentit, mai porta endavant cap reforma democràtica sobre Andorra. En aquest àmbit, tant Espanya com França es disputaven les relacions internacionals d'Andorra i això treia tot tipus de sobirania al microestat. La nacionalitat andorrana era considerada per al legislador francès una extensió de les nacionalitats colonials.

## Procés de recuperació nacional

### Recuperació cultural
Així els andorrans dels anys 70 i 80 comencen un procés dit de "recuperació nacional". En vista de les reformes polítiques, de l'ambient que es viu a Catalunya, on la nació catalana exigeix ser tractada amb respecte, Andorra s'hi viu un ressorgiment cultural.
- De la vessant cultural, l'objectiu era divulgar la cultura, llengua i història del país[13]. Amb aquesta finalitat, es van crear organismes públics (Arxiu Nacional d'Andorra, Biblioteca Nacional, Patrimoni Artístic Nacional) que havien de recuperar rastres del passat i divulgar-los.

- Del costat polític, més que recuperació caldria parlar més aviat de "reforma". L'objectiu era nacionalitzar tots aquells sectors que el Consell General considerés "de sobirania nacional" (l'escola, la ràdio o l'electricitat) i crear estructures d'estat (creació de l'Institut d'Estudis Andorrans per dotar-se de gent preparada)[13].

En aquest sentit, la paraula més utilitzada a l'època era "andorranització". El que calia era andorranitzar tot allò que en un principi havia de ser naturalment andorrà (ex.: l'escola).
La recuperació cultural es va ajudar de la recuperació de la llengua catalana. Després del franquisme Catalunya, València i les Balears inicien també un procés de recuperació de la llengua, cultura, història i identitat pròpia. Els lligams comercials i culturals entre Andorra i Catalunya van fer que les dues nacions s'ajudessin mútuament a l'hora de difondre la cultura i la llengua. Per exemple, gràcies als catalans, es van poder veure les primeres pel·lícules en català a Andorra. També gràcies a Catalunya van arribar els primers manuals d'aprenentatge de llengua catalana (ex.: Digui, Digui).
Així, durant els anys 1970 Andorra esdevé un important centre difusor de la cultura catalana. El català recupera prestigi i es prenen les primeres mesures per protegir-lo (a Catalunya, València, Balears i Andorra). Es donen les primeres classes en català, després de segles de repressió. El Consell General va decretar de l'obligatorietat del català en l'administració, així com la història, institucions i llengua del país com a elements per la integració. També va demanar a l'església que el registre civil es redactés en llengua catalana.
Les exposicions sobre la història d'Andorra abunden aleshores,
- Museu Postal (1982)
- Casa dels Areny-Plandolit
- Museu Nacional de l'Automòbil (1987)
- Memòria, 700 anys de pariatges

L'incendi no resolt de l'Església de Meritxell porta els polítics a exaltar el nacionalisme per d'aquesta forma agitar l'ambient i aconseguir una vertadera reforma del coprincipat. Per tant, és el mateix parlament andorrà que decideix reconstruir el santuari cremat, en una nova obra arquitectònica de tipus rivival romànic. Es tractava de donar fe i mostra de voluntat d'ésser de cara a França, l'Església catòlica i Espanya que es negaven a dotar el país d'un marc legislatiu a banda i modern.
En aquesta mateixa línia, cal esmentar el procés de nacionalització de Ràdio Andorra i de FHASA. La creació de la primera Televisió del país (Andorra Televisió).

### Andorranització de l'escola

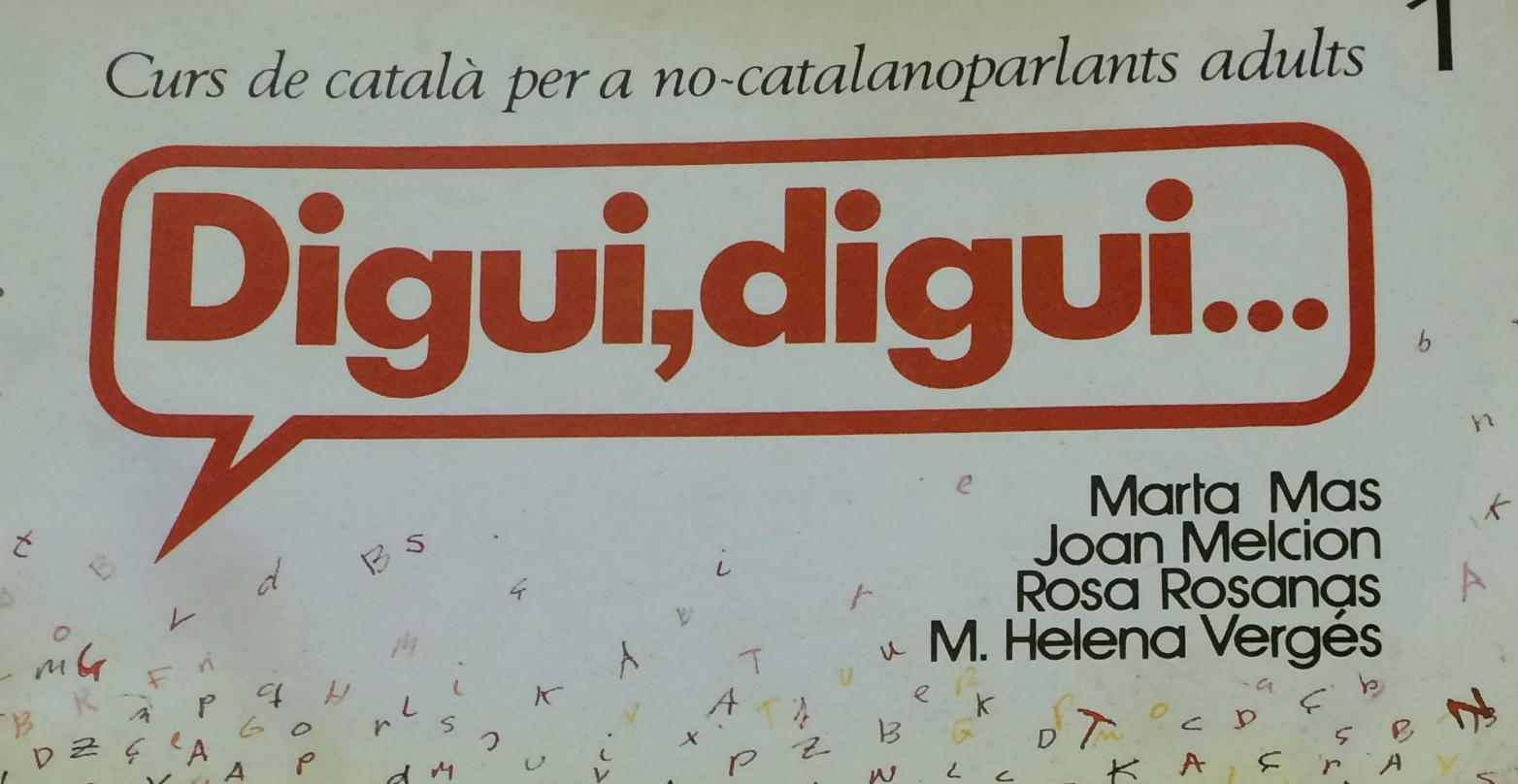
"Digui Digui" va ser un curs interactiu del govern català per aprendre català. A Andorra va ser molt útil per als nouvinguts.

L'escola ha estat utilitzada durant el segle xix per nacionalitzar el poble. Fou aquest l'objectiu del govern francès a l'hora d'implantar les primeres escoles laiques a Andorra. Una iniciativa que tingué resposta per part d'Espanya que fe exactament la mateixa cosa amb els mateixos objectius. Durant el segle XX l'escola a Andorra es troba doncs en mans d'Espanya i França. Els dos països formen els andorrans i es garanteixen tenir població andorrana sota la seva esfera d'influència. El català no sempre hi era permès i per això mateix amb la Transició Nacional apareix tot un moviment de pares d'alumnes que volen tenir una escola andorrana i en català. Això permeté pressionar el govern andorrà que finalment acaba promulgant un Pla d'Andorranització amb què s'introdueix el català, les institucions i la història d'Andorra a les classes espanyola i francesa, alhora que s'obrien les primeres escoles andorranes.
Avui el govern és l'encarregat de tot el sistema educatiu andorrà. El Ministeri d'Educació, Joventut i Esports és el que fixa el calendari escolar per als tres sistemes educatius, cobreix també el transport escolar,... A més, el govern crea una xarxa educativa que comprèn els tres sistemes. Tot i així, llevat de les assignatures relatives a Andorra, l'estat francès i espanyol s'ocupen econòmicament, tot i que no sempre tots sols, dels seus sistemes respectius a Andorra. És precisament el govern andorrà qui facilita els professors per aquestes assignatures. L'ensenyament andorrà, a canvi, acull el francès, espanyol. Tota aquesta xarxa educativa ha estat possible gràcies al marc legal que neix després de la constitució (1993-1994) basat en convenis en matèria d'educació entre Andorra, Espanya i França.
Recentment s'ha intentat incorporar el sistema educatiu anglès.

### Nacionalització de la ràdio

Antic logotip de Ràdio i Televisió d'Andorra.

La situació de Ràdio Andorra i Sud Ràdio va ser molt tensa als anys 70 i 80. Cap de les dues emissores eren legals. La primera havia estat acusada d'estar al servei del nazisme mentre que la segona havia estat implantada per França per tal de boicotejar la primera en voler controlar totes les freqüències radiofòniques del seu país. A la dècada dels 1980, però, les freqüències a França queden alliberades definitivament i, alhora, la pressió del Consell d'Europa permet que França canviï d'actitud i comenci a reconèixer que Andorra és un subjecte polític.
La població, cansada de ser tractada com un protectorat, així mateix el carrer reclama "prou vassallatges", exigeix tenir ràdios en català. En efecte, cap de les dues emetia en català per les polítiques de censura dels govern espanyol i francès. L'ambient de recuperació cultural català es contagia a Andorra i la població andorrana demana tenir ràdios pròpies. Així, després d'un llarg procés, Ràdio Andorra és reconvertida en Ràdio i Televisió d'Andorra mentre que Sud Ràdio és tancada.
L'embull per al tancament de Ràdio Andorra vingué de la reclama dels hereus de l'emissora que en reclamaven els drets mentre Espanya els els negava, alhora que el parlament andorrà reclamava l'autoritat sobre Ràdio Andorra. Espanya impedí l'entrada d'Andorra als consells de gestió de les línies televisives i radiofòniques d'Europa perquè, com l'estat francès, no reconeixia que la nació andorrana fos un subjecte polític.

### Nacionalització de FHASA
La nacionalització de FHASA es va encetar cap a finals dels 1980 quan el país va disposar finalment de govern propi. La intenció de nacionalitzar l'electricitat era un tema que ja venia debatint-se des dels anys 1960 i 1970. L'Elisi, de fet, va fer una proposta de compra al Consell General durant els 1970, però aquest va desestimar finalment l'oferta. Si es va aconseguir finalment la nacionalització va ser per una situació ja força greu que s'anava acumulant. FHASA era una empresa privada que s'havia obert per atendre a unes necessitats precises de principis de segle. Però vers el final del segle XX l'empresa desestima donar servei als andorrans i prefereix fer-ho a fora per aconseguir més diners amb accions. Les instal·lacions de FHASA eren deficients i provocaven talls d'electricitat recurrents. A més a més, eren instal·lacions que posaven en perill les poblacions per possibles incendis. Per tot això es va decidir nacionalitzar l'empresa. La població andorrana necessitava més electricitat degut a un creixement constant de la societat de consum. No disposar d'una empresa eficaç que gestionés correctament l'electricitat del país provocava talls a la mateixa economia. El contracte es va exhaurir i l'ambient reformador porta el govern andorrà a assumir les regnes de la companyia comprant-la i transformant-la en allò que és actualment, Forces Elèctriques d'Andorra. Aleshores hi hagué propostes de privatitzar-la i revendre-la a una altra empresa però el govern andorrà estimà que després de prop de 80 anys funcionant com a empresa privada i atesa l'experiència, calia fer de l'electricitat un bé públic.

### Estructures d'estat
L'Institut d'Estudis Andorrans es va crear en vista de formar els propers andorrans encarregats de dotar el país d'estructures d'estat. Es va arribar a acords amb els coprínceps perquè Andorra pogués obrir una seu a França i una altra a Catalunya. Es va obrir una seu a Perpinyà i una altra a Barcelona. Els dos centres van tenir l'estreta col·laboració de la Universitat de Perpinyà i de les tres principals universitats catalanes de l'època. Era necessari que es comencessin a formar nous andorrans, preparats per encarar els reptes d'un país independent, però també era necessari que es fessin estudis sobre Andorra, cosa que els serveis dels coprínceps mai es van preocupar de fer. L'Institut d'Estudis Andorrans va ser obert cap als anys 1970 i ja cap als 1990 es va reconvertir en el centre oficial de recerca d'Andorra amb les seves respectives seus a Sant Julià de Lòria. És a aquest projecte que es deu les primeres classes d'escoles andorranes.

## Transició Nacional

### Reformeta
Es coneix amb el nom de reformeta la proposta de reforma del sistema polític andorrà elaborada pels coprínceps a la dècada dels 1980. És un nom despectiu que els andorrans feien servir per tal queixar-se de l'actitud de França i el copríncep episcopal. La reforma, però, és el resultat de lluites constants entre el Consell General i els serveis dels coprínceps.
Amb la caiguda del règim franquista, se celebra a Andorra la Vella un recital de la Nova Cançó, que és un moviment de resistència musical i d'origen català que pretenia contestar la política de censura cap a la llengua catalana del règim. Al final del recital era d'hàbit cremar una bandera espanyola i això el règim ho va prendre malament. En ofensiva, decideix decretar mesures restrictives contra Andorra i, aleshores, l'administració andorrana es troba amb una tensió creixent i amb una frontera mig controlada. El règim, que es trobava en posició de feblesa, amb un tombant evident que faria caure la dictadura, pensà que la represàlia tindria el seu efecte i, això no obstant, generà tota una reacció contestatària vers Espanya.
En efecte, a Andorra hi havia un ambient molt contagiat per les agitacions democràtiques a Catalunya. La premsa andorrana torna a sortir al carrer per informar la població andorrana d'allò que succeeix a Andorra. D'ençà les eleccions regionals a Escaldes-Engordany que es mira de reformar el sistema per tal que els coprínceps cedeixin la sobirania al poble. Tanmateix, a França la situació és enorme. El país volia evitar a tot preu que Catalunya esdevingués independent i, per tant, es mirava la situació hispànica amb molta preocupació. La caiguda del petroli l'havia debilitat perquè l'encariment del barril era propici per engendrar una crisi econòmica. El carrer a França s'escalfaria ràpidament. El mur de Berlín no triga a caure i la tensió és viva a Grècia.
Per tot això, els serveis dels coprínceps decideixen de represaliar Andorra per la cremada de la bandera i, per tant, fer costat a la dictadura franquista. Però, aleshores, des d'Andorra les coses anaren d'una altra manera. Després de gairebé 700 anys de vassallatge purament feudal i submissió cap a França, Castella i el Vaticà, les noves eleccions nacionals porten al capdavant tot un parlament favorable a canviar les relacions de manera definitiva amb Madrid, París i el Vaticà. Enlloc de fer-se l'andorrà i no donar suport al moviment democràtic català, s'inicia aleshores l'anomenat procés de reforma amb què Andorra esdevé finalment un país reconegut internacionalment i democràtic. En efecte, els serveis dels coprínceps decreten finalment sobre el codi de la nacionalitat andorrana i el parlament andorrà no l'accepta. D'ençà les guerres europees que el parlament andorrà, que exerceix igualment d'executiu, voldria ser qui gestionés la població. El creixement demogràfic ha estat tant pronunciat en un lapsus de 20 anys que cal una nova legislació relativa a la nacionalitat, però l'administració francesa es manté ferma amb un codi de nacionalitat que no s'adiu a l'Europa contemporània, segons fa saber Josep Enric Dallerès. Per tant, els canvis no agradaren al parlament andorrà i, aquest, resolgué posar-se en acció.
Es presenten greuges als serveis dels coprínceps, els quals, temorosos per la situació exaltada a la península ibèrica on el règim salazarista també ha caigut, resolen demanar la realització de consultes populars -els primers referèndums a la història d'Andorra- que permetessin tenir un projecte de reforma del coprincipat unificat. El parlament andorrà hi fa cas i proposa una reforma en què s'hi separa finalment els poders montesquians. Tanmateix, no aconsegueix resoldre la qüestió escaldenca i, de fet, les consultes són més confuses que concloents, amb retrets a l'administració andorrana de voler orientar el vot del ciutadà. Hi ha al carrer protestes ben visibles que volen la reforma, però els polítics andorrans mateixos intenten "empantanar" (J. E. Dallerès, 2023) els canvis legislatius formalitzats en consultes populars.
Escaldes-Engordany volia disposar d'una divisió administrativa pròpia perquè el seu creixement no s'adeia amb la representació legal de què disposava a l'hemicicle parlamentari andorrà. Per això mateix els coprínceps decideixen fer el vist-i-plau a Escaldes-Engordany, tot pensant-se que d'aquesta manera aconseguirien retardar i, fins i tot, aturar la proposta de reforma del coprincipat. De fet, els coprínceps no respongueren a les consultes populars, majoritàriament favorables al canvi de règim i, en canvi, decretaren molt de temps després una reforma, que la nació andorrana acabà qualificant popularment de reformeta.
Reformeta perquè malgrat que la reforma dels coprínceps separava els poders montesquians, aquesta separació era més propagandística que real. En efecte, tot i que es creà el primer govern andorrà, alhora que se separava la justícia, el legislatiu, el govern i la justícia estaven sotmeses al veto dels coprínceps, la qual cosa no donava cap mena de separació real dels poders. De fet, els coprínceps, malgrat decretar la reforma, mai procediren a reformar les institucions i deixaren únicament que el govern andorrà es creés.

### Procés Constituent

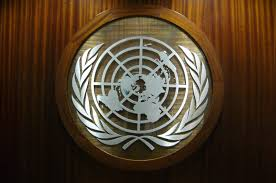
Andorra adhereix com a estat membre de l'ONU l'any 1994.

El primer govern andorrà no va poder governar perquè hi va haver un bloqueig constant de l'oposició. Aquesta la constituïa una línia molt conservadora que no volia cap reforma fiscal i preferia evitar que s'introduïssin impostos. Alhora, també volia deixar en evidència la inutilitat o inservibilitat del govern. Per aquest motiu les primeres legislatures foren d'un bloqueig constant, d'una inacció política recurrent. El desbloqueig va venir d'Espanya i Portugal. Els dos països volen accedir a la Unió Europea i això era problemàtic per Andorra i per a França i Espanya de cara a Andorra.
Era problemàtic perquè Andorra havia mantingut uns acords de comerç amb Espanya i França durant molt de temps. La incorporació d'Espanya a la Comunitat Econòmica Europea obligava a reveure les relacions comercials. França i Itàlia gestionaven les relacions exteriors de microestats en virtud del paternalisme acceptat per ambdues bandes. Però el govern andorrà no estava disposat a deixar fer França i Espanya. Per aquest motiu la qüestió andorrana salta al Consell d'Europa. Les veus que volen un canvi augmenten i surt a la premsa estrangera que Andorra no respecta els drets humans. En efecte, no hi havia separació de poders, no s'havia acabat amb la pena de mort, no hi havia advocat defensor, etc. Alhora els sindicats eren il·legals però surten així mateix a la premsa a denunciar que els coprínceps no volen canviar aquesta situació. El Consell d'Europa que és el garant dels drets humans a Europa se'n preocupa i obliga llavors a Espanya i França a acceptar Andorra com a país tercer a les negociacions i a reformar la legislació andorrana través d'una Constitució escrita.
La Constitució escrita ja se'n parlava fora de les càmeres però França no la volia pas. De fet, ni el copríncep episcopal malgrat que per qüestions d'imatge, diu públicament que ser favorable a un canvi democràtic a Andorra. Simplement la qüestió dels drets humans taca la imatge de França i el Vaticà. El Consell d'Europa no fa altra cosa que proposar doncs una solució que ja s'havia parlat. I, en aquest sentit, si França no volia una Constitució era perquè aquesta havia d'atorgar la sobirania al poble andorrà i França no reconeixia que Andorra fos un subjecte polític. Així bloquejà la situació argumentant que una Constitució en què França assumiria el rol de cap d'Estat era incompataible amb la legislació francesa. Surten juristes francesos a argumentar que Andorra no és un subjecte polític. Alhora l'altra banda presenta juristes britànics com catalans i castellans que argumenten que Andorra és un país d'ençà els Pariatges perquè aquell acord feudal fou la base per a una Constitució no escrita.
De fet, Andorra es comporta d'ençà el segle xix com un estat de facto independent i arreu d'Europa s'hi divulga la imatge d'un país petit entre els Pirineus, malgrat que l'aparell d'estat hispànic i francès no ho vegin així. D'aquesta manera, el Consell d'Europa força França i després d'una sentència del Constitucional francès, Andorra pot reformar el coprincipat. La nova Constitució aplica el règim de coprincipat parlamentari, és a dir, monarquia parlamentària. Hi ha separació de poders però els coprínceps esdevenen els caps d'Estat.
Durant l'elaboració de la Constitució, el bisbe de la Seu d'Urgell, copríncep d'Andorra, pressiona la Comissió Tripartida perquè considera que el nou text li treu protagonisme. El copríncep no accepta en realitat tenir separació de poders i degut a la força que té l'estat francès, es veu en segona posició i, per tant, argumenta no haver-hi equilibri de forces. En aquest sentit, cal esmentar que el bisbe tampoc acceptava les previsibles lleis sobre el matrimoni civil i l'avortament. En efecte, el copríncep no acceptava que Andorra es tornés en un estat modern en què l'Església catòlica no interfereix en els assumptes polítics. Per tot això decideix amenaçar amb abandonar el títol de copríncep si, en efecte, Andorra no cedeix i no li dona més poder dins el text constitucional.
Estratègia calculada, es reuneix amb el president de la Generalitat de Catalunya i, França, poruga perquè Andorra esdevingui una veu a favor a nivell internacional de la causa independentista catalana, es veu en l'obligació de cedir-hi. Alhora el copríncep rep la proposta del monarca hispànic de fer-se amb el títol i, llavors, torna a planar a Andorra la possible annexió a Espanya. Escenari traumàtic, el copríncep es troba amb un ultimàtum d'última hora vingut de França. França, desitjosa de treure's del mig la problemàtica dels drets humans, demana a Andorra i el Vaticà de posar-se d'acord en un espai de poc temps sinó, França renuncia a qualsevol reforma de forma indefinida. El govern andorrà cedeix i l'Església catòlica acaba assumint el rol d'una institució més dins el sistema polític andorrà.
L'any 1993 després d'un referèndum en què el 70% dels nacionals hi vota a favor, s'aprova la Constitució que autodetermina el país en tant que permet a Andorra de representar-se a nivell internacional. Queda abolida la pena de mort i aprovada en la seva total integritat la Declaració de Drets Humans. Andorra entra a l'ONU amb un discurs del cap de govern, Òscar Ribas, que per primera vegada es farà en català. En efecte, Espanya prohibeix qualsevol discurs a l'ONU en llengua catalana, basca, gallega o occitana. De retruc, el discurs d'Òscar Ribas fou històric. Un desafiament a un país que d'ençà no pot tornar a vel·ligerar contra Andorra, almenys públicament, per annexionar-se'l. Els membres del Consell de Seguretat de l'ONU acceptaren Andorra com a país a banda perquè tant el Regne Unit com els Estats Units enceten llavors el període de neoliberalisme i, per tant, en context de globalització necessiten tenir microestats independent amb què es pugui desviar els diners de multinacionals. Així mentre Andorra accedeix a l'ONU, Mònaco, San Marino i altres microestats també.
La pregunta va ser la seqüent: "Voteu a favor del Projecte de Constitució del Principat d'Andorra, elaborat en concertació amb els serveis dels Coprínceps i adoptat pel Consell General en sessió extraordinària celebrada el 2 de febrer del 1993?". El resultat va ser el seqüent:
| Sí (%) | No (%) | Nuls/Blancs (%) | Abstenció (%) |
| ------ | ------ | --------------- | ------------- |
| 70,95  | 24,68  | 4,35            | 24,25         |

## La prova de foc
Els aiguats del Valira del 1982 foren una inundació que tingué lloc entre el 7 i 8 de novembre del 1982, arran de la pluja que caigué aquella nit i que va culminar amb el desbordament del riu Segre (Catalunya) i el riu Valira. Va afectar totes les parròquies del país. El riu Valira, d'Orient i del Nord van créixer durant tota la nit empassant-se cotxes, autocars, ponts, fanals, edificis i persones. Es van comptar uns 12 desapareguts i 7 morts. Els turistes que havien vingut a visitar el país van quedar atrapats als hotels, mentre que la centraleta del Servei de Bombers d'Andorra quedava col·lapsada per les trucades. Aquell cap de setmana el Papa havia anat a Barcelona. La pluja també el va sorprendre. Catalunya va quedar també molt tocada pels aiguats. Van ser notícia a tota la premsa internacional. La gent es va enfilar als teulats de supermercats i el país va trigar setmanes a recuperar-se. Va ser la primera prova de foc per al primer govern d'Andorra. Òscar Ribas Reig, cap de govern, va haver de demostrar que Andorra pot disposar d'ella mateixa.

### General
- Armengol Aleix, Ester. Andorra: un profund i llarg viatge.  Govern d'Andorra, 2009. ISBN 978-99920-0-549-1.
- Guillamet Anton, Jordi. Andorra: Nova aproximació a la història d'Andorra.  Revista Altaïr, 2009. ISBN 978-84-936220-4-6.
- Jordi Planellas. Història Digital d'Andorra.  Aloma Editors, 2013. ISBN 978-99920-66-02-7.

### Segle XX
- Pou i Serradell, Víctor. Andorra, Unió Europea.  Crèdit Andorrà, 2011. ISBN 978-99920-60-19-3. Arxivat 2021-01-27 a Wayback Machine.
- Osorio, Gualbert. Ràdio Andorra, la història d'un mite que va fer història. Crèdit Andorrà, 2013. ISBN 978-99920-60-52-0 [Consulta: 19 febrer 2015]. Arxivat 2014-10-18 a Wayback Machine.
- Marta Tor, Maria Martí. Impremta Envalira, SL. Forces Elèctriques d'Andorra, 20è aniversari, 2008. ISBN 978-99920-1-688-6.
- Toni Solanelles, (coordinador de la redacció del Diari d'Andorra). Premsa Andorrana. Allò que l'aigua s'endugué, 2012.
- Ministeri d'Educació, Joventut i Esports. Govern d'Andorra. El segle xx a Andorra, 1998, p. 4.

### Transició Nacional
- Rubí Ariel Rocha Simões. Círculo Rojo. Els Anys (No Tant) Daurats, 2018.

## Filmografia
- Produït per Andorra Televisió. Els primers 30 anys de l'Escola Andorrana, 2013.